# Crown Heights (Brooklyn)
Crown Heights és un barri en la part central de Brooklyn, Nova York. La principal via pública a través d'aquest barri és Eastern Parkway, un bulevard vorejat d'arbres dissenyat per Frederick Law Olmsted que s'estén 3 quilòmetres d'est a oest.
Originalment, l'àrea es coneixia com a Crow Hill. Era una successió de pujols que s'estenien per l'est i l'oest des de l'avinguda Utica a l'avinguda Classon, i pel sud al bulevard Empire i a l'avinguda Nova York. El nom va ser canviat quan el carrer Crown va creuar l'àrea per la meitat en 1916.
Crown Heights limita amb l'avinguda Washington (per l'oest), amb l'avinguda Atlantic (pel nord), amb l'avinguda Howard (per l'est) i amb el bulevard Empire (pel sud). Té una amplària d'1.6km i una longitud de 3km. Els barris que limiten amb Crown Heights inclouen Prospect Heights per l'oest, Flatbush pel sud, Brownsville pel sud-est i Bedford-Stuyvesant pel nord.

## Demografia
El 1994, dels aproximadament 150.000 residents a Crown Heights, el 90% eren d'ascendència africana (70% del Carib i 20% nord-americans), el 9% eren jueus hassídics, i menys del 1% eren llatins, asiàtics o d'altres grups ètnics.

## Punts d'interès
- Jardí Botànic de Brooklyn
- Museu de Brooklyn
- Museu dels Nens de Brooklyn

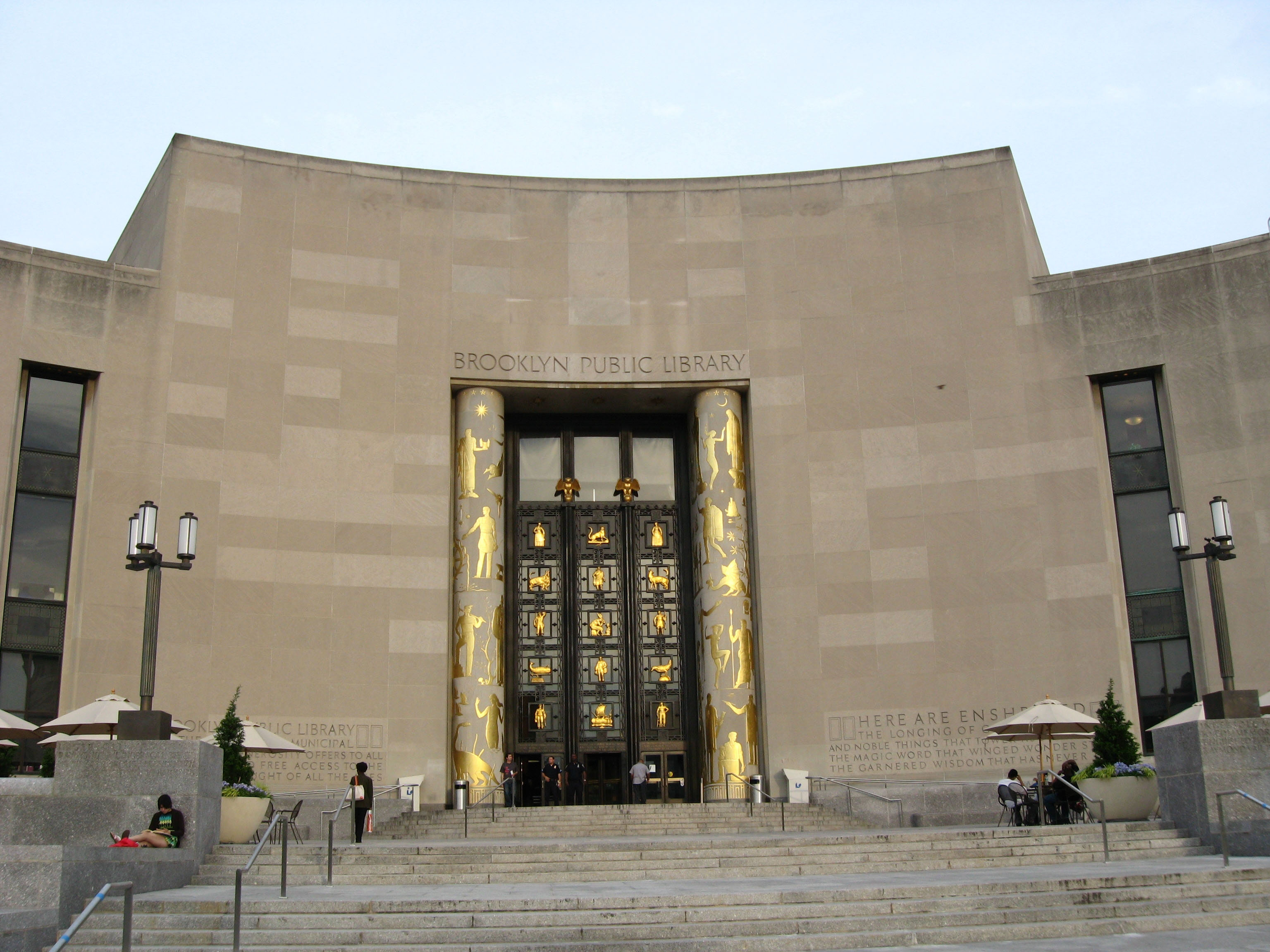
Biblioteca Pública de Brooklyn.

- Biblioteca Pública de Brooklyn (branca de Eastern Parkway)
- Institut George W. Wingate
- 770 Eastern Parkway (oficines centrals del moviment Habad-Lubavitx)
- Museu Jueu dels Nens
- Universitat Medgar Evers
- Apartaments Ebbets Field

## Persones famoses
- Bob Arum, fundador i director de Top Rank, una companyia de promoció de boxa professional
- Buckshot, raper
- Iris Cantor, filantrop
- Clive Davis, productor musical[4]
- Avraham Fried, cantant hassídic
- Jamie Hector, actor
- Nasir Jones, raper
- Norman Mailer, novel·lista i periodista
- Matisyahu Miller, cantant de reggae
- Debi Mazar, actriu
- Stephanie Mills, cantant
- Noel Pointer, violinista de jazz
- Kendall Schmidt, actor i cantant
- Aaron Swartz, programador, escriptor i activista d'Internet